# جایزه بزرگ چین ۲۰۲۵
جایزه بزرگ چین ۲۰۲۵ (به‌طور رسمی به عنوان جایزه بزرگ فرمول ۱ هاینکن چین ۲۰۲۵ شناخته می‌شود) یک مسابقه موتوری فرمول یک بود که در ۲۳ مارس ۲۰۲۵ در پیست بین‌المللی شانگهای در شانگهای چین برگزار شد. این مسابقه دومین دور از مسابقات فرمول یک فصل ۲۰۲۵ و اولین دور از شش گرندپری در این فصل بود که از فرمت اسپرینت استفاده می‌کرد.
لوییس همیلتون راننده تیم فراری پل پوزیشن اسپرینت را کسب و برتری خود را مسابقه حفظ کرد و پیش از اسکار پیاستری در مک‌لارن و ماکس فرستاپن در تیم مسابقه رد بول در اسپرینت نیز پیروز شد. پیاستری راننده شماره ۲ تیم مک‌لارن اولین پل پوزیشن فصل خود را پیش از جورج راسل راننده تیم مرسدس بنز و هم تیمی اش لاندو نوریس در این مسابقه به دست آورد. پیاستری پل پوزیشن خود را پیش از هم تیمیخود لندو نوریس و راسلدر مسابقه اصلی به پیروزی تبدیل کرد.

## پیش زمینه
این رویداد در پیست بین‌المللی شانگهای در شانگهای برای هجدهمین بار در تاریخ این پیست، در آخر هفته ۲۱ تا ۲۳ مارس برگزار شد. این جایزه بزرگ دومین دور از مسابقات جهانی فرمول یک در سال ۲۰۲۵ و هجدهمین دور از مسابقات جایزه بزرگ چین بود. همچنین اولین بار از شش گرندپری در فصل بود که از فرمت اسپرینت استفاده می‌کرد و در مجموع دومین بار بود که گرندپری چین از آن استفاده کرد.

### انتخاب تایر
تأمین کننده تایر مسابقات، پیرلی ترکیبات تایرهای C2، C3 و C4 را به ترتیب سخت، متوسط و نرم برای استفاده تیم‌ها در این رویداد آورده بود.

### تغییرات پیست
منطقه DRS منتهی به پیچ ۱۴ حدود ۷۵ متر (۲۴۶ فوت) افزایش پیدا کرد.

## تمرین
تنها جلسه تمرین آزاد در ۲۱ مارس ۲۰۲۵، ساعت ۱۱:۳۰ به وقت محلی (یوتی‌سی ۸:۰۰+)، برگزار شد، راننده مک‌لارن لاندو نوریس، پیش از راننده اسکودریا فراری چارلز لکلرک، و هم تیمی نوریس، اسکار پیاستری، در صدر قرار گرفت. پس از اینکه جک دوهان فرمان خودکار خودرو خود را از دست داد، پرچم قرمز رنگ در این تمرین مشاهده شد.

## تعیین خط اسپرینت
تعیین خط اسپرینت در ۲۱ مارس ۲۰۲۵، ساعت ۱۵:۳۰ به وقت محلی (یوتی‌سی ۸:۰۰+) برگزار شد و ترتیب گرید شروع مسابقه اسپرینت را مشخص کرد.

### جدول نهایی تعیین خط اسپرینت
| Pos.                 | شماره. | راننده              | سازنده                     | زمان ثبت شده | زمان ثبت شده | زمان ثبت شده | شروع اسپرینت |
| Pos.                 | شماره. | راننده              | سازنده                     | SQ1          | SQ2          | SQ3          | شروع اسپرینت |
| -------------------- | ------ | ------------------- | -------------------------- | ------------ | ------------ | ------------ | ------------ |
| 1                    | 44     | لوییس همیلتون       | اسکودریا فراری             | ۱:۳۱٫۲۱۲     | ۱:۳۱٫۳۸۴     | ۱:۳۰٫۸۴۹     | 1            |
| 2                    | 1      | ماکس فرستاپن        | تیم مسابقه رد بول-هوندا    | ۱:۳۱٫۹۱۶     | ۱:۳۱٫۵۲۱     | ۱:۳۰٫۸۶۷     | 2            |
| 3                    | 81     | اسکار پیاستری       | مک‌لارن-مرسدس               | ۱:۳۱٫۷۲۳     | ۱:۳۱٫۳۶۲     | ۱:۳۰٫۹۲۹     | 3            |
| 4                    | 16     | چارلز لکلرک         | اسکودریا فراری             | ۱:۳۱٫۵۱۸     | ۱:۳۱٫۵۶۱     | ۱:۳۱٫۰۵۷     | 4            |
| 5                    | 63     | جورج راسل           | مرسدس                      | ۱:۳۱٫۹۵۲     | ۱:۳۱٫۳۴۶     | ۱:۳۱٫۱۶۹     | 5            |
| 6                    | 4      | لاندو نوریس         | مک‌لارن-مرسدس               | ۱:۳۱٫۳۹۶     | ۱:۳۱٫۱۷۴     | ۱:۳۱٫۳۹۳     | 6            |
| 7                    | 12     | آندره کیمی آنتونلی  | مرسدس                      | ۱:۳۱٫۹۹۹     | ۱:۳۱٫۴۷۵     | ۱:۳۱٫۷۳۸     | 7            |
| 8                    | 22     | یوکی سونودا         | Racing Bulls-هوندا         | ۱:۳۲٫۳۱۶     | ۱:۳۱٫۷۹۴     | ۱:۳۱٫۷۷۳     | 8            |
| 9                    | 23     | الکساندر آلبون      | ویلیامز-مرسدس              | ۱:۳۲٫۴۶۲     | ۱:۳۱٫۵۳۹     | ۱:۳۱٫۸۵۲     | 9            |
| 10                   | 18     | لانس استرول         | استون مارتین آرامکو-مرسدس  | ۱:۳۲٫۳۲۷     | ۱:۳۱٫۷۴۲     | ۱:۳۱٫۹۸۲     | 10           |
| 11                   | 14     | Fernando Alonso     | استون مارتین آرامکو-مرسدس  | ۱:۳۲٫۱۲۱     | ۱:۳۱٫۸۱۵     | بدون زمان    | 11           |
| 12                   | 87     | اولیور برمن         | هاس-فراری                  | ۱:۳۲٫۲۶۹     | ۱:۳۱٫۹۷۸     | بدون زمان    | 12           |
| 13                   | 55     | کارلوس ساینز جونیور | ویلیامز-مرسدس              | ۱:۳۲٫۴۵۷     | ۱:۳۲٫۳۲۵     | بدون زمان    | 13           |
| 14                   | 5      | Gabriel Bortoleto   | Kick Sauber-اسکودریا فراری | ۱:۳۲٫۵۳۹     | ۱:۳۲٫۵۶۴     | بدون زمان    | 14           |
| 15                   | 6      | Isack Hadjar        | Racing Bulls-هوندا         | ۱:۳۲٫۱۷۱     | No time      | بدون زمان    | 15           |
| 16                   | 7      | Jack Doohan         | آلپاین-رنو                 | ۱:۳۲٫۵۷۵     | بدون زمان    | بدون زمان    | 16           |
| 17                   | 10     | Pierre Gasly        | آلپاین-رنو                 | ۱:۳۲٫۶۴۰     | بدون زمان    | بدون زمان    | 17           |
| 18                   | 31     | استابان اوکون       | هاس-اسکودریا فراری         | ۱:۳۲٫۶۵۱     | بدون زمان    | بدون زمان    | 18           |
| 19                   | 27     | نیکو هولکنبرگ       | Kick Sauber-اسکودریا فراری | ۱:۳۲٫۶۷۵     | بدون زمان    | بدون زمان    | PL1          |
| 20                   | 30     | لیام لاوسون         | تیم مسابقه رد بول-هوندا    | ۱:۳۲٫۷۲۹     | بدون زمان    | بدون زمان    | ۱۹           |
| قانون ۱۰۷٪: ۱:۳۷٫۵۹۶ |        |                     |                            |              |              |              |              |
| منبع:                |        |                     |                            |              |              |              |              |

## اسپرینت
ایپرینت در ۲۲ مارس ۲۰۲۵، ساعت ۱۱:۰۰ به وقت محلی (یوتی‌سی ۸:۰۰+) به طول ۱۹ دور برگزار شد.

### نتیجه نهایی اسپرینت
| رده.  | شماره. | راننده              | سازنده                       | Laps | Time/Retired | Grid | امتیازات |
| ----- | ------ | ------------------- | ---------------------------- | ---- | ------------ | ---- | -------- |
| ۱     | 44     | لوییس همیلتون       | اسکودریا فراری               | 19   | ۳۰:۳۹٫۹۶۵    | 1    | 8        |
| ۲     | 81     | اسکار پیاستری       | مک‌لارن-مرسدس                 | 19   | +۶٫۸۸۹       | 3    | 7        |
| ۳     | 1      | ماکس فرستاپن        | تیم مسابقه رد بول-هوندا      | 19   | +۹٫۸۰۴       | 2    | 6        |
| ۴     | 63     | جورج راسل           | مرسدس                        | 19   | +۱۱٫۵۹۲      | 5    | 5        |
| ۵     | 16     | شارل لکلرک          | اسکودریا فراری               | 19   | +۱۲٫۱۹۰      | 4    | 4        |
| ۶     | 22     | یوکی سونودا         | Racing Bulls-هوندا           | 19   | +۲۲٫۲۸۸      | 8    | 3        |
| ۷     | 12     | آندره کیمی آنتونلی  | مرسدس                        | 19   | +۲۳٫۰۳۸      | 7    | 2        |
| ۸     | 4      | لاندو نوریس         | مک‌لارن-مرسدس                 | 19   | +۲۳٫۴۷۱      | 6    | 1        |
| ۹     | 18     | لانس استرول         | Aston Martin Aramco-Mercedes | 19   | +۲۴٫۹۱۶      | 10   |          |
| ۱۰    | 14     | Fernando Alonso     | Aston Martin Aramco-Mercedes | 19   | +۳۸٫۲۱۸      | 11   |          |
| ۱۱    | 23     | الکساندر آلبون      | ویلیامز-مرسدس                | 19   | +۳۹٫۲۹۲      | 9    |          |
| ۱۲    | 10     | Pierre Gasly        | آلپاین-رنو                   | 19   | +۳۹٫۶۴۹      | 17   |          |
| ۱۳    | 6      | Isack Hadjar        | Racing Bulls-هوندا           | 19   | +۴۲٫۴۰۰      | 15   |          |
| ۱۴    | 30     | Liam Lawson         | تیم مسابقه رد بول-هوندا      | 19   | +۴۴٫۹۰۴      | 19   |          |
| ۱۵    | 87     | اولیور برمن         | هاس-اسکودریا فراری           | 19   | +۴۵٫۶۴۹      | 12   |          |
| ۱۶    | 31     | استابان اوکون       | هاس-اسکودریا فراری           | 19   | +۴۶٫۱۸۲      | 18   |          |
| ۱۷    | 55     | کارلوس ساینز جونیور | ویلیامز-مرسدس                | 19   | +۵۱٫۳۷۶      | 13   |          |
| ۱۸    | 5      | Gabriel Bortoleto   | کیک سائوبر-اسکودریا فراری    | 19   | +۵۳٫۹۴۰      | 14   |          |
| ۱۹    | 27     | نیکو هولکنبرگ       | کیک سائوبر-اسکودریا فراری    | 19   | +۵۶٫۶۸۲      | PL   |          |
| ۲۰    | 7      | جک دوهان            | آلپاین-رنو                   | 19   | +1:10.212۱   | 16   |          |
| منبع: |        |                     |                              |      |              |      |          |

## تعیین خط
تعیین خط در ۲۲ مارس ۲۰۲۵، ساعت ۱۵:۰۰ به وقت محلی (یوتی‌سی ۸:۰۰+) برگزار شد و ترتیب شبکه شروع مسابقه اصلی را مشخص کرد.

### گزارش واجد شرایط
اسکار پیاستری راننده تیم مک‌لارن اولین پل پوزیشن فصل خود را در این جایزه بزرگ پیش از جورج راسل راننده تیم مرسدس به دست آورد. لاندو نوریس هم تیمی پیاستری نیز در جایگاه سوم قرار گرفت.
| رده.                 | شماره. | راننده              | سازنده                       | زمان ثبت شده | زمان ثبت شده | زمان ثبت شده | Final grid |
| رده.                 | شماره. | راننده              | سازنده                       | م۱           | م۲           | م۳           | Final grid |
| -------------------- | ------ | ------------------- | ---------------------------- | ------------ | ------------ | ------------ | ---------- |
| ۱                    | 81     | اسکار پیاستری       | مک‌لارن-مرسدس                 | ۱:۳۱٫۵۹۱     | ۱:۳۱٫۲۰۰     | ۱:۳۰٫۶۴۱     | 1          |
| ۲                    | 63     | جورج راسل           | مرسدس                        | ۱:۳۱٫۲۹۵     | ۱:۳۱٫۳۰۷     | ۱:۳۰٫۷۲۳     | 2          |
| ۳                    | 4      | لاندو نوریس         | مک‌لارن-مرسدس                 | ۱:۳۰٫۹۸۳     | ۱:۳۰٫۷۸۷     | ۱:۳۰٫۷۹۳     | 3          |
| ۴                    | 1      | ماکس فرستاپن        | تیم مسابقه رد بول-هوندا      | ۱:۳۱٫۴۲۴     | ۱:۳۱٫۱۴۲     | ۱:۳۰٫۸۱۷     | 4          |
| ۵                    | 44     | لوییس همیلتون       | اسکودریا فراری               | ۱:۳۱٫۶۹۰     | ۱:۳۱٫۵۰۱     | ۱:۳۰٫۹۲۷     | 5          |
| ۶                    | 16     | شارل لکلرک          | اسکودریا فراری               | ۱:۳۱٫۵۷۹     | ۱:۳۱٫۴۵۰     | ۱:۳۱٫۰۲۱     | 6          |
| ۷                    | 6      | Isack Hadjar        | Racing Bulls-هوندا           | ۱:۳۱٫۱۶۲     | ۱:۳۱٫۲۵۳     | ۱:۳۱٫۰۷۹     | 7          |
| ۸                    | 12     | آندره کیمی آنتونلی  | مرسدس                        | ۱:۳۱٫۶۷۶     | ۱:۳۱٫۵۹۰     | ۱:۳۱٫۱۰۳     | 8          |
| ۹                    | 22     | یوکی سونودا         | Racing Bulls-هوندا           | ۱:۳۱٫۲۳۸     | ۱:۳۱٫۲۶۰     | ۱:۳۱٫۶۳۸     | 9          |
| ۱۰                   | 23     | الکساندر آلبون      | ویلیامز-مرسدس                | ۱:۳۱٫۵۰۳     | ۱:۳۱٫۵۹۵     | ۱:۳۱٫۷۰۶     | 10         |
| ۱۱                   | 31     | استابان اوکون       | هاس-اسکودریا فراری           | ۱:۳۱٫۸۷۶     | ۱:۳۱٫۶۲۵     | بدون زمان    | 11         |
| ۱۲                   | 27     | نیکو هولکنبرگ       | Kick Sauber-اسکودریا فراری   | ۱:۳۱٫۹۲۱     | ۱:۳۱٫۶۳۲     | بدون زمان    | 12         |
| ۱۳                   | 14     | Fernando Alonso     | Aston Martin Aramco-Mercedes | ۱:۳۱٫۷۱۹     | ۱:۳۱٫۶۸۸     | بدون زمان    | 13         |
| ۱۴                   | 18     | لانس استرول         | Aston Martin Aramco-مرسدس    | ۱:۳۱٫۹۲۳     | ۱:۳۱٫۷۷۳     | بدون زمان    | 14         |
| ۱۵                   | 55     | کارلوس ساینز جونیور | ویلیامز-مرسدس                | ۱:۳۱٫۶۲۸     | ۱:۳۱٫۸۴۰     | بدون زمان    | 15         |
| ۱۶                   | 10     | پیر گاسلی           | آلپاین-رنو                   | ۱:۳۱٫۹۹۲     | بدون زمان    | بدون زمان    | 16         |
| ۱۷                   | 87     | اولیور برمن         | هاس-اسکودریا فراری           | ۱:۳۲٫۰۱۸     | بدون زمان    | بدون زمان    | 17         |
| ۱۸                   | 7      | جک دوهان            | آلپاین-رنو                   | ۱:۳۲٫۰۹۲     | بدون زمان    | بدون زمان    | 18         |
| ۱۹                   | 5      | گابریل بورتولوتو    | کیک سائوبر-اسکودریا فراری    | ۱:۳۲٫۱۴۱     | بدون زمان    | بدون زمان    | 19         |
| ۲۰                   | 30     | لیام لاوسون         | تیم مسابقه رد بول-هوندا      | ۱:۳۲٫۱۷۴     | بدون زمان    | بدون زمان    | PL1        |
| قانون ۱۰۷٪: ۱:۳۷٫۳۵۱ |        |                     |                              |              |              |              |            |
| منبع:                |        |                     |                              |              |              |              |            |

## مسابقه
این مسابقه در ۲۳ مارس ۲۰۲۵، ساعت ۱۵:۰۰ به وقت محلی (یوتی‌سی ۸:۰۰+) به طول ۵۶ دور برگزار شد.

### نتیجه نهایی مسابقه
| رده.  | شماره. | راننده              | سازنده                       | Laps | زمان/کنار رفتن | Grid | امتیازات |
| ----- | ------ | ------------------- | ---------------------------- | ---- | -------------- | ---- | -------- |
| 1     | 81     | اسکار پیاستری       | مک‌لارن-مرسدس                 | 56   |                | 1    | 25       |
| 2     | 4      | لاندو نوریس         | مک‌لارن-مرسدس                 | 56   | +۹٫۷۴۸         | 3    | 18       |
| 3     | 63     | جورج راسل           | مرسدس                        | 56   | +۱۱٫۰۹۷        | 2    | 15       |
| 4     | 1      | ماکس فرستاپن        | تیم مسابقه رد بول-هوندا      | 56   | +۱۶٫۶۵۶        | 4    | 12       |
| 5     | 16     | شارل لکلرک          | اسکودریا فراری               | 56   | +۲۳٫۲۱۱        | 6    | 10       |
| 6     | 44     | لوییس همیلتون       | اسکودریا فراری               | 56   | +۲۵٫۳۸۱        | 5    | 8        |
| 7     | 31     | استابان اوکون       | هاس-اسکودریا فراری           | 56   | +۴۹٫۹۶۹        | 11   | 6        |
| 8     | 12     | آندره کیمی آنتونلی  | مرسدس                        | 56   | +۵۳٫۹۴۰        | 8    | 4        |
| 9     | 23     | الکساندر آلبون      | ویلیامز-مرسدس                | 56   | +۵۶٫۵۸۵        | 10   | 2        |
| 10    | 87     | اولیور برمن         | هاس-اسکودریا فراری           | 56   | +۱:۰۱٫۴۳۵      | 17   | 1        |
| 11    | 10     | پیر گاسلی           | آلپاین-رنو                   | 56   | +۱:۰۷٫۴۱۷      | 9    |          |
| 12    | 18     | لانس استرول         | Aston Martin Aramco-Mercedes | 56   | +۱:۱۰٫۶۰۵      | 14   |          |
| 13    | 55     | کارلوس ساینز جونیور | ویلیامز-مرسدس                | 56   | +۱:۱۶٫۳۷۰      | 15   |          |
| 14    | 6      | Isack Hadjar        | Racing Bulls-هوندا           | 56   | +۱:۱۸٫۸۷۵      | 7    |          |
| 15    | 30     | Liam Lawson         | تیم مسابقه رد بول-هوندا      | 56   | +۱:۲۱٫۱۴۷      | PL   |          |
| 16    | 7      | Jack Doohan         | آلپاین-رنو                   | 56   | +1.28.401۱     | 18   |          |
| 17    | 5      | Gabriel Bortoleto   | Kick Sauber-اسکودریا فراری   | 55   | +1 lap         | 19   |          |
| 18    | 27     | نیکو هولکنبرگ       | Kick Sauber-اسکودریا فراری   | 55   | +1 lap         | 12   |          |
| 19    | 22     | یوکی سونودا         | Racing Bulls-هوندا           | 55   | +1 lap         | 9    |          |
| Ret   | 14     | Fernando Alonso     | Aston Martin Aramco-Mercedes | 5    | Brakes         | 13   |          |
| منبع: |        |                     |                              |      |                |      |          |